# جيروم إيدي
جيروم إيدي (بالإنجليزية: Jerome Eddy)‏ هو سياسي أمريكي، ولد في 29 نوفمبر 1829 في الولايات المتحدة، وتوفي في 24 نوفمبر 1905. حزبياً، نشط في الحزب الديمقراطي.